# Bitam
Bitam este un oraș situat în partea de nord a Gabonului, în provincia Woleu-Ntem, situat aproape de granița cu statul Camerun. Este traversat de șoseaua națională N2. La recensământul din 2013, localitatea avea o populație de 27.923 locuitori. Bitam este reșdința departamentului Ntem și este deservit de un aeroport local (cod ICAO FOOB, cod IATA BMM). Centru comercial.